# Astorgosuchus
Astorgosuchus é uma género extinta de crocodilo que viveu no Paquistão durante o final do período Oligoceno.

## Dieta
Dizia-se que o Astorgosuchus havia predado o Paraceratherium, um gênero extinto de rinoceronte, baseado em achados de ossos do Paraceratherium que tinham impressões dentárias cônicas que combinavam com as de Astorgosuchus. É provável que os A. bugtiensis predaram os Paraceratherium jovens, ou então os doentes, devido ao seu tamanho extremamente grande como adultos.